# Municipio de Gervais
El municipio de Gervais (en inglés: Gervais Township) es un municipio ubicado en el condado de Red Lake en el estado estadounidense de Minnesota. En el año 2010 tenía una población de 226 habitantes y una densidad poblacional de 2,46 personas por km².

## Geografía
El municipio de Gervais se encuentra ubicado en las coordenadas 47°53′26″N 96°9′36″O / 47.89056, -96.16000. Según la Oficina del Censo de los Estados Unidos, el municipio tiene una superficie total de 92 km², de la cual 92 km² corresponden a tierra firme y (0 %) 0 km² es agua.

## Demografía
Según el censo de 2010, había 226 personas residiendo en el municipio de Gervais. La densidad de población era de 2,46 hab./km². De los 226 habitantes, el municipio de Gervais estaba compuesto por el 99,56 % blancos y el 0,44 % eran de una mezcla de razas. Del total de la población el 0 % eran hispanos o latinos de cualquier raza.